# Dicranomyia ludmilla
Dicranomyia ludmilla là một loài ruồi trong họ Limoniidae. Chúng phân bố ở miền Australasia.